# Parti Mouvement populaire
Pour les articles homonymes, voir Mouvement populaire.
Ne doit pas être confondu avec Parti du mouvement populaire ou Parti du mouvement populaire malaisien.
Le Parti Mouvement populaire (Partidul Mișcarea Populară en roumain, PMP) est un parti politique roumain, fondé le 13 avril 2013 sous le nom de Fondation mouvement populaire, en soutien au président de la Roumanie, Traian Băsescu, à la suite de dissensions au sein du Parti démocrate-libéral (PDL), issu des transformations successives du Front de salut national (FSN).

## Histoire

### Création
Le 13 mars 2013, à la suite de la convention nationale du PDL lors de laquelle une nouvelle direction du parti devait être élue, le président Traian Băsescu accuse les soutiens de Vasile Blaga de fraudes lors de l'élection du président du parti, au détriment d'Elena Udrea, qu'il soutenait.
En conséquence, plusieurs des soutiens de Băsescu fondent, en avril 2013, la Fondation mouvement populaire, une organisation non gouvernementale à profil politique. Elle est alors dirigée par Marian Preda (président), Cristian Diaconescu et Daniel Funeriu.
Le 18 mai 2013, la direction de la fondation annonce le lancement d'un sondage sur l'opportunité de la transformer en un parti politique. Les résultats du sondage sont publiés une semaine plus tard : 58 % des répondants souhaitent la co-existence de la fondation, 31 % se prononcent pour la transformation de la fondation en parti politique et 11 % pour le maintien du statu quo. Après l'annonce des résultats, la direction de la fondation lance une campagne de collecte de signatures et un comité d'initiative pour la création d'un parti.
En deux mois, la fondation réussit à réunir les signatures nécessaires à l'enregistrement du parti auprès des autorités ; le 23 juillet 2013, la Fondation mouvement populaire devient le Parti Mouvement populaire (PMP). Eugen Tomac, ancien député du PDL, est désigné président du nouveau parti,.
Le parti est relancé le 29 janvier 2014.

### Scrutins de 2014
Plusieurs députés annoncent devant le Parlement roumain, le 3 février 2014, qu'ils démissionnent du PDL pour rejoindre le Parti Mouvement populaire. Parmi eux, se trouvent les anciens ministres Elena Udrea et Theodor Paleologu, ainsi que les députés Florin Popescu, Aurelian Popopescu, Adrian Gurzău, Florin Secară, Corneliu Bogdăni, Petru Movilă, Ștefan Bucur Stoica et Dragoș Gunia,.
Lors des élections européennes de juin 2014, le PDL obtient 6,2 % des suffrages exprimés et deux sièges sur les 32 alloués à la Roumanie.
En novembre 2014, Elena Udrea, nouvelle présidente du PMP, arrive en quatrième position de l'élection présidentielle, obtenant 5,2 % des voix.

### Perte d'influence
En janvier 2015, Elena Udrea s'« auto-suspend » de la présidence du parti du fait des accusations de blanchiment d'argent et de fausse déclaration d'intérêt portées à son égard par la Direction nationale anticorruption (DNA). Eugen Tomac, en tant que vice-président, assure l'intérim à la tête du mouvement, avant l'organisation quelques jours plus tard d'un congrès, à l'issue duquel, unique candidat à la succession d'Udrea, il devient de nouveau président du PMP.

Logotype du PMP avant que son changement de nom en « Mouvement populaire » ne soit annulé par la justice.

Le Parti mouvement populaire annonce qu'il change de nom lors de son congrès du 24 octobre 2015, devenant le Mouvement populaire. Il élit à sa tête l'ancien président de Roumanie, Traian Băsescu. Mais le 27 mars 2016, la cour d'appel de Bucarest, après un recours du parquet, s'oppose à ce changement de nom,.
À l'été 2016, le PMP absorbe l'Union nationale pour le progrès de la Roumanie. Celui-ci rompt la fusion en 2018.

## Présidents

Marian Preda 13 avril - 23 juillet 2013
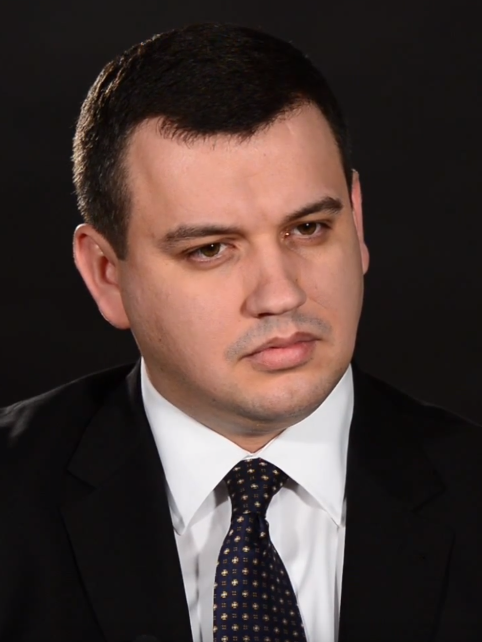
Eugen Tomac 23 juillet 2013 - 7 juin 2014
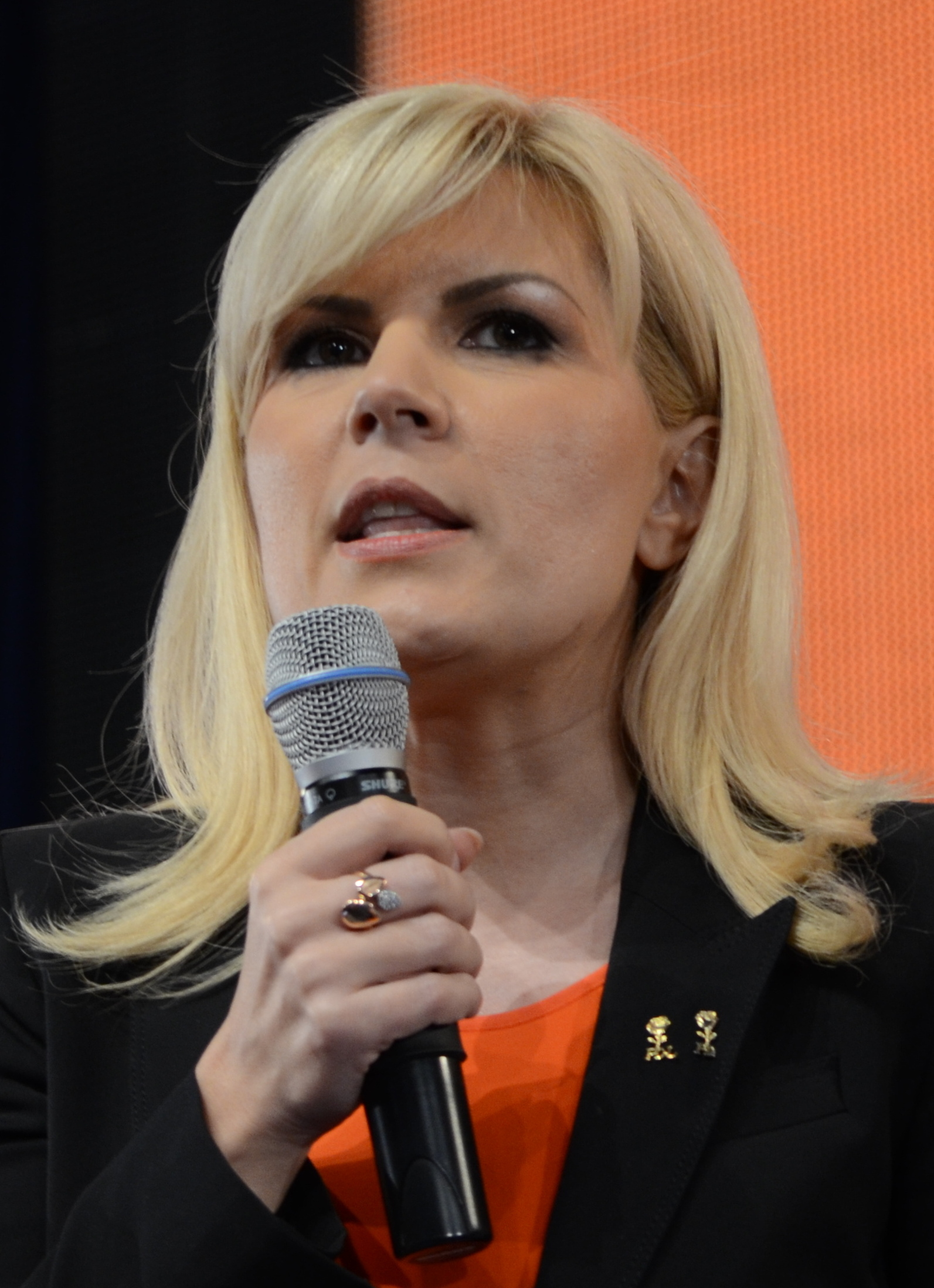
Elena Udrea 7 juin 2014 - 29 janvier 2015
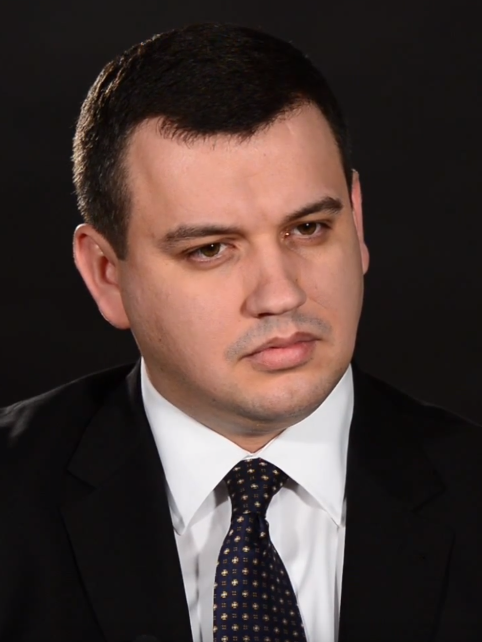
Eugen Tomac 30 janvier - 24 octobre 2015
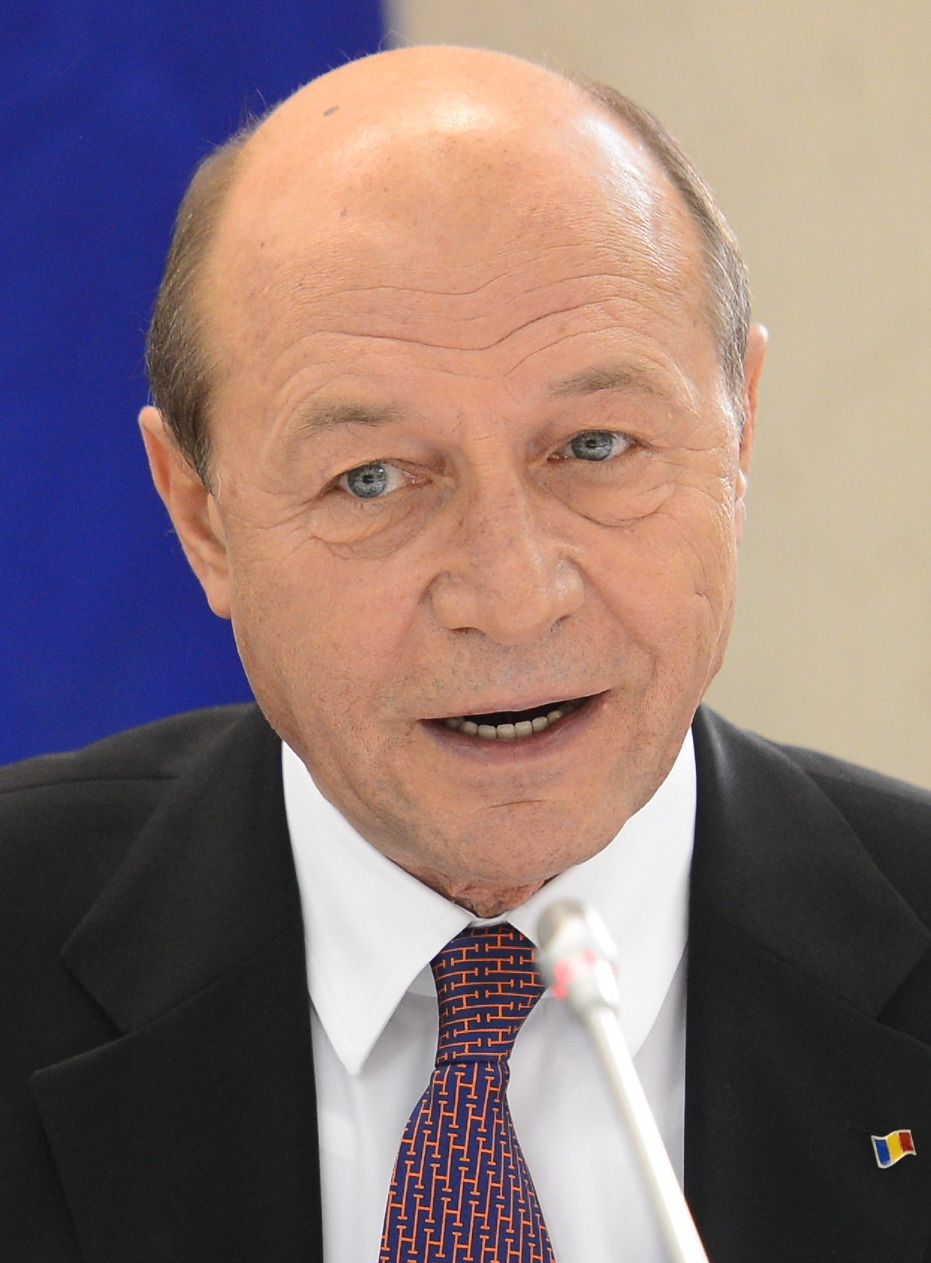
Traian Băsescu 24 octobre 2015 - 16 juin 2018
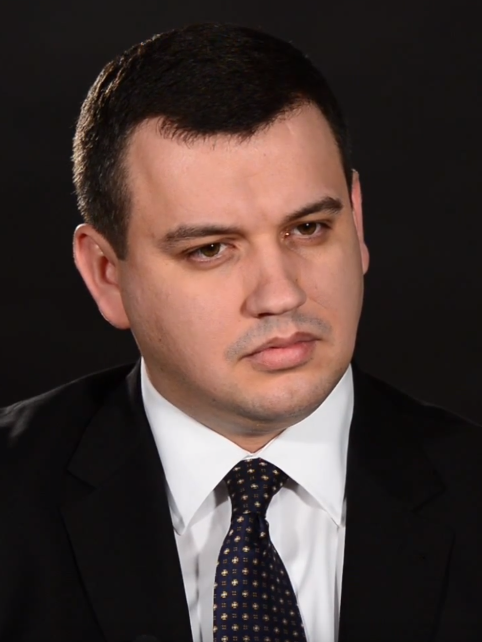
Eugen Tomac 16 juin 2018 - 9 décembre 2020
Emil-Marius Pașcan 9 décembre 2020 - 7 mars 2021
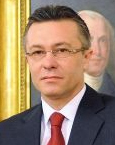
Cristian Diaconescu 7 mars 2021 - 19 février 2022
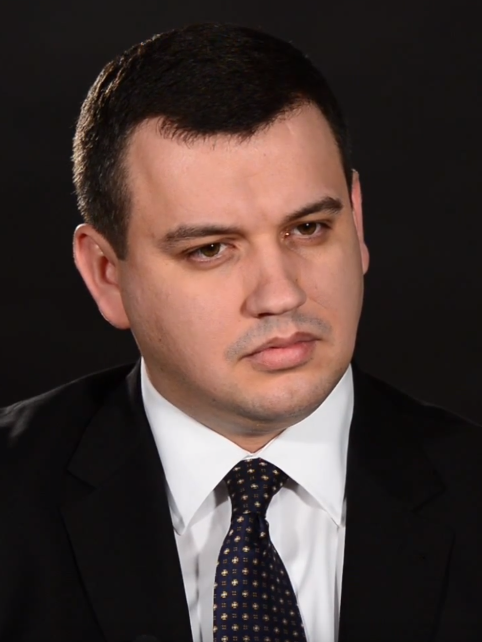
Eugen Tomac depuis le 19 février 2022

## Résultats électoraux

### Élections présidentielles
| Année | Candidat          | Premier tour | Premier tour | Premier tour |
| Année | Candidat          | Voix         | %            | Rang         |
| ----- | ----------------- | ------------ | ------------ | ------------ |
| 2014  | Elena Udrea       | 484 397      | 5,2          | 4e           |
| 2019  | Theodor Paleologu | 527 098      | 5,7          | 5e           |

### Élections parlementaires
| 2016 | 376 891 | 5,35 | 6e | 18 / 329 | 398 791 | 5,65 | 6e | 8 / 136 | Opposition (2017-2019), soutien sans participation (2019-2020) |
| 2020 | 284 501 | 4,82 | 6e | 0 / 330  | 291 484 | 4,93 | 6e | 0 / 136 | Extra-parlementaire                                            |

### Élections européennes
| Année | Voix  | Mandats | Rang | Tête de liste  | Groupe |
| ----- | ----- | ------- | ---- | -------------- | ------ |
| 2014  | 6,2 % | 2 / 32  | 6e   | Cristian Preda | PPE    |
| 2019  | 5,7 % | 2 / 33  | 5e   | Traian Băsescu | PPE    |